# Wolfgang Bodem
Wolfgang Bodem (* 1947) in Leopoldsdorf bei Wien bei Wien ist ein österreichischer Orgelbauer.

## Leben
Wolfgang Bodem erlernte den Orgelbau bei Herbert Gollini und machte sich Ende der 1980er-Jahre als Orgelbauer in Leopoldsdorf bei Wien selbständig. Er ist nicht mehr selbst als Orgelbauer tätig. Der von ihm Ende der 1980er Jahre begründete Orgelbaubetrieb in Leopoldsdorf bei Wien wurde zuletzt von seinem Nachfolger Zdenko Kušćer geführt.
Zdenko Kušćer schloss sein Studium im Konzertfach Orgel mit Konzertdiplom ab und erlernte den Orgelbau bei Ferdinand Stemmer. Weiters war er 25 Jahre in der Schweiz als Kirchenmusiker tätig und unterhält eine Werkstätte in Varaždin/Kroatien. Im April 2023 musste der Nachfolger Zdenko Kušćer Insolvenz anmelden, sodass mit OBM Michael Walcker-Mayer, Guntramsdorf, die Vereinbarung getroffen wurde, die ehemaligen Mitarbeiter der Werkstätte Bodem zu übernehmen.

## Werkliste (Auswahl)
| Jahr | Ort                    | Gebäude                                      | Bild | Manuale | Register | Bemerkungen                                                     |
| ---- | ---------------------- | -------------------------------------------- | ---- | ------- | -------- | --------------------------------------------------------------- |
| 1992 | Breitenau am Steinfeld | Filialkirche Breitenau am Steinfeld hl. Veit |      | II/P    | 8        | teilweise Wiederverwendung des Orgelgehäuses von Mauracher      |
| 1994 | Bad Tatzmannsdorf      | Pfarrkirche Bad Tatzmannsdorf                |      | II/P    | 17       | Planung der Orgel von Prof. Josef Mertin                        |
| 1995 | Neutal                 | Pfarrkirche Neutal                           |      | I/P     | 8        |                                                                 |
| 1996 | Ternitz                | Pfarrkirche St. Lorenzen am Steinfeld        |      | II/P    | 16       | mit teilweise Wiederverwendung des Mauracher-Orgelgehäuses      |
| 2002 | Kleinzell              | Kleinzeller Pfarrkirche                      |      | II/P    | 14       | Gehäuse Ignaz Gatto aus 1750                                    |
| 2004 | Hohenau an der March   | Pfarrkirche Hohenau an der March             |      | II/P    | 19       | [ 5 ]                                                           |
| 2005 | Gmünd                  | Herz-Jesu-Kirche                             |      | II/P    | 31       | Erweiterung der Mauracher-Orgel aus 1955 von 21 auf 33 Register |

## Restaurierungen (Auswahl)
| Jahr | Ort                          | Gebäude                                  | Bild | Manuale | Register | Bemerkungen |
| ---- | ---------------------------- | ---------------------------------------- | ---- | ------- | -------- | --- |
| 1987 | Ebergassing                  | Filialkirche Ebergassing                 |      | II/P    | 16       | Restaurierung der Orgel von Josef Ullmann aus 1867                                                                                   |
| 1988 | Schottwien                   | Pfarrkirche Schottwien                   |      | I/P     | 8        | Restaurierung der Orgel von Johann M. Kauffmann aus 1882                                                                             |
| 1989 | Wien                         | Votivkirche (Wien)                       |      | II/P    | 18       | Revision der Orgel von Philipp Eppel aus 1970                                                                                        |
| 1990 | Mooskirchen                  | Pfarrkirche Mooskirchen                  |      | II/P    | 17       | Restaurierung der aus 1845 von Josef Krainz                                                                                          |
| 1991 | Wien-Brigittenau             | Brigittakirche (Wien)                    |      | II/P    | 21       | Revision der Orgel von G. F. Steinmeyer & Co. aus 1873                                                                               |
| 1992 | Wien-Breitenlee              | Breitenleer Pfarrkirche                  |      | I/P     | 7        | Revision der Orgel von Franz Strommer aus 1903                                                                                       |
| 1992 | Markt Sankt Martin           | Pfarrkirche Markt St. Martin             |      | II/P    | 14       | Revision der Orgel von Gebrüder Rieger, Jägerndorf aus 1904                                                                          |
| 1993 | Kogl im Burgenland           | Pfarrkirche Kogl                         |      | I/P     | 7        | Revision der Orgel von Josef Panhuber aus 1942                                                                                       |
| 1994 | Neuberg an der Mürz          | Pfarrkirche Neuberg an der Mürz          |      | II/P    | 28       | Restaurierung der Orgel der Gebrüder Krenn/Graz aus 1971                                                                             |
| 1994 | Großrußbach                  | Pfarrkirche Großrußbach                  |      | II/P    | 14       | Restaurierung der Orgel von Philipp Eppel aus 1961                                                                                   |
| 1994 | Furth an der Triesting       | Pfarrkirche Furth an der Triesting       |      | II/P    | 8        | Revision der Orgel aus 1946 von Johann M. Kauffmann                                                                                  |
| 1995 | Wien                         | Mariä-Geburt-Kirche (Wien)               |      | II/P    |          | Revision der Orgel aus 1964 von Johann M. Kauffmann                                                                                  |
| 1997 | Krumbach                     | Pfarrkirche Krumbach (Niederösterreich)  |      | II/P    | 10       | Revision der Orgel aus 1897 von Albert Mauracher                                                                                     |
| 1999 | Schöder                      | Pfarrkirche Schöder                      |      | I/P     | 9        | Restaurierung; Gehäuse aus 1690 |
| 2000 | Wien                         | Lazaristenkirche (Neubau)                |      | IV/P    | 52       | Restaurierung der Orgel aus 1862/1892 von Matthäus Mauracher d. Ä.                                                                   |
| 2000 | Trautmannsdorf an der Leitha | Pfarrkirche Trautmannsdorf an der Leitha |      | I/P     | 9        | Restaurierung der Orgel aus 1728 von Gottfried Sonnholz, 1785 von Anton Pfliegler aus der Augustinerkirche (Wien) hierher übertragen |
| 2008 | Wien-Simmering               | Neusimmeringer Pfarrkirche               |      | III/P   | 46       | Revision der Orgel der Gebrüder Rieger/Jägerndorf, umgebaut durch Philipp Eppel in 1960                                              |
| 2008 | Jochberg (Tirol)             | Pfarrkirche Jochberg                     |      | I/P     | 8        | Restaurierung der Orgel von Bartlmä Unterberger aus 1825                                                                             |
| 2009 | Straden                      | St. Florian                              |      | I/P     | 11       | Restaurierung der Orgel aus 1776 |
| 2010 | Maria Taferl                 | Wallfahrtskirche Maria Taferl            |      | IV/P    | 47       | Restaurierung, Umbau und neuer Spieltisch der Hencke-Orgel. Disposition                                                              |
| 2011 | St. Veit an der Gölsen       | Pfarrkirche St. Veit an der Gölsen       |      | II/P    | 17       | Restaurierung der Orgel aus 1896 von Franz Capek                                                                                     |
| 2011 | Andau                        | Pfarrkirche Andau                        |      | I/P     | 10       | Revision der Orgel von Anton Schönhofer aus 1900                                                                                     |
| 2011 | Heiligenblut am Großglockner | Pfarrkirche Heiligenblut                 |      | II/P    | 18       | Revision der Orgel von Alois Fuetsch aus 1908                                                                                        |
| 2011 | Leopoldsdorf im Marchfeld    | Pfarrkirche Leopoldsdorf im Marchfeld    |      | II/P    | 17       | Restaurierung der Orgel aus 1898 von Matthäus Mauracher d. Ä.                                                                        |
| 2015 | Lichtenegg                   | Wallfahrtskirche Kaltenberg              |      | I/P     | 10       | Restaurierung der Orgel aus 1879 von Franz Ullmann                                                                                   |
| 2017 | Ravelsbach                   | Pfarrkirche Ravelsbach                   |      | II/P    | 12       | Restaurierung der Orgel von Gottfried Sonnholz aus 1740                                                                              |
| 2020 | Kirchberg an der Pielach     | Pfarrkirche Kirchberg an der Pielach     |      | II/P    | 16       | Generalsanierung durch Zdenko Kuscer der Orgel von Johann Pirchner aus 1976                                                          |